# Devel Sixteen
Devel Sixteen (іноді Devel Sixteen Prototype) — двомісний гіперкар, який спроєктований і виробляється компанією Devel (колишня Defining Extreme Vehicles Car Industry L.L.C.) із ОАЕ. Представлений на мотор-шоу в Дубаї 2013 року. При загальній потужності 5007 к. с., прискоренням від 0 до 96 км/год за 1,8 секунди, крутним моментом 5094 Н·м (при 6800 об/хв) і ціною мільйон доларів, вважається одним з найшвидших автомобілів станом на 2017 рік.
У 2017 році прототип знову був показаний на Дубайському мотор-шоу. 3 листопада 2017 року субконтрактор Steve Morris Engines (SME) випустив відео, на якому видно, що 12,3 літровий двигун V16 гіперкара (виробництва американської Steve Morris Engines) досяг 5007 к.с. на динамометрі. Голова компанії Рашід Аль-Аттарі заявив, що автомобіль буде готовий через 12-18 місяців після всіх тестів. Версія із двигуном 5000 к.с. буде трековою, планується випустити дві версії для звичайний доріг — із двигуном V8 (2000 к.с.) і з двигуном V16 (3 000 к.с.). Ціни будуть відповідно $1.6m і $1.8m.

## Двигуни
- 7.2 L V8 1521 к.с. або 2028 к.с. (базова модель)
- 12.3 L V16 3048 к.с. при 6900 об/хв
- 12.3 L Quad-turbo V16 5076 к.с. (тільки track version)

## В іграх
Автомобіль присутній у відеогрі Asphalt 8: Airborne..